# 无人称动词
无人称动词（impersonal verb），指没有真正意义的主语的动词。
这类动词通常是和天气、现象有关，因此不需要一个人称。

## 示例

### 日耳曼语族
以下动词没有人称，只有一个“形式主语”。
英语：
It
主-它（一般不翻译）
rains.
动-下雨
“下雨”
德语：
Es
主-它
ereignete
动-发生
sich
反身-自己
endlich.
副-终于
“最终发生了”
冰岛语：
Það
主-它
snjóar.
动-下雪
“下雪了”

### 其他
法语：
Il
主-它
semble
动-似乎
que...
从句引导词
“下雪了”
爱沙尼亚语：
See
主-它
sajab.
动-下雪
“下雪了”